# 石崎敏行
石崎 敏行（石嵜、いしざき としゆき、1869年7月2日（明治2年5月23日） - 1948年（昭和23年）1月11日）は、日本の政治家。衆議院議員（1期）。

## 経歴
福岡県出身。税務属、大蔵属、若松市議、同副議長、遠賀郡議、同参事会員、福岡県議、同参事会員、所得調査委員、農会議員、小作争議調停委員、九州化学工業(株)社長、九州耐火煉瓦、九州石材工業各(株)取締役、若松信用組合理事となる。
1928年の第16回衆議院議員総選挙において福岡2区から立憲政友会公認で立候補したが落選。1930年の第17回衆議院議員総選挙で当選。1932年の第18回衆議院議員総選挙には立候補しなかった。1948年死去。